# Pennsylvania State Athletic Conference
Die Pennsylvania State Athletic Conference (PSAC) ist ein Sportverband von Colleges in den Staaten Pennsylvania und West Virginia. Sie ist eine Unterdivision der National Collegiate Athletic Association. Der Hauptsitz liegt in Lock Haven, Pennsylvania. Der Vorstand besteht aus einem Bevollmächtigten und zwei Vize-Bevollmächtigten, außerdem gibt es einen Medienbeauftragten.

## Mitglieder (Universitäten)
| Institution                                             | Ort                            | Gründung      | Typ           | Studenten     | Eintrittsjahr | Maskottchen    | Farben          |
| East Division                                           | East Division                  | East Division | East Division | East Division | East Division | East Division  | East Division   |
| ------------------------------------------------------- | ------------------------------ | ------------- | ------------- | ------------- | ------------- | -------------- | --------------- |
| Bloomsburg University of Pennsylvania                   | Bloomsburg, Pennsylvania       | 1839          | Öffentlich    | 9,512         | 1951          | Huskies        | Bordeux & Gold  |
| East Stroudsburg University of Pennsylvania             | East Stroudsburg, Pennsylvania | 1893          | Öffentlich    | 7,576         | 1951          | Warriors       | Rot & Schwarz   |
| Kutztown University of Pennsylvania                     | Kutztown, Pennsylvania         | 1866          | Öffentlich    | 10,634        | 1951          | Golden Bears   | Bordeux & Gold  |
| Lock Haven University of Pennsylvania                   | Lock Haven, Pennsylvania       | 1870          | Öffentlich    | 5,329         | 1951          | Bald Eagles    | Purpur & Weiß   |
| Mansfield University of Pennsylvania                    | Mansfield, Pennsylvania        | 1857          | Öffentlich    | 3,569         | 1951          | Mountaineers   | Rot & Schwarz   |
| Millersville University of Pennsylvania                 | Millersville, Pennsylvania     | 1855          | Öffentlich    | 8,427         | 1951          | Marauders      | Schwarz & Gold  |
| Shepherd University                                     | Shepherdstown, West Virginia   | 1871          | Öffentlich    | 3,320         | 2019          | Rams           | Blau & Gold     |
| Shippensburg University of Pennsylvania                 | Shippensburg, Pennsylvania     | 1871          | Öffentlich    | 8,253         | 1951          | Red Raiders    | Rot & Blau      |
| West Chester University of Pennsylvania                 | West Chester, Pennsylvania     | 1871          | Öffentlich    | 14,211        | 1951          | Golden Rams    | Violet & Gold   |
| West Division                                           |                                |               |               |               |               |                |                 |
| Pennsylvania Western University California (California) | California, Pennsylvania       | 1852          | Öffentlich    | 9,017         | 1951          | Vulcans        | Rot & Schwarz   |
| Pennsylvania Western University Clarion (Clarion)       | Clarion, Pennsylvania          | 1867          | Öffentlich    | 7,346         | 1951          | Golden Eagles  | Blau & Gold     |
| Pennsylvania Western University Edinboro (Edinboro)     | Edinboro, Pennsylvania         | 1857          | Öffentlich    | 8,286         | 1951          | Fighting Scots | Rot & Weiß      |
| Gannon University                                       | Erie, Pennsylvania             | 1925          | Privat        | 4,238         | 2008          | Golden Knights | Bordeaux & Gold |
| Indiana University of Pennsylvania                      | Indiana, Pennsylvania          | 1875          | Öffentlich    | 14,638        | 1951          | Crimson Hawks  | Purpur & Grau   |
| Mercyhurst University                                   | Erie, Pennsylvania             | 1926          | Privat        | 3,217         | 2008          | Lakers         | Grün & Blau     |
| University of Pittsburgh at Johnstown                   | Johnstown, Pennsylvania        | 1927          | Öffentlich    | 3,032         | 1951          | Mountain Cats  | Blau & Gold     |
| Seton Hill University                                   | Greensburg, Pennsylvania       | 1883          | Privat        | 2,014         | 2013          | Griffins       | Purpur & Gold   |
| Slippery Rock University of Pennsylvania                | Slippery Rock, Pennsylvania    | 1889          | Öffentlich    | 8,648         | 1951          | The Rock       | Grün & Weiß     |

- Seton Hill war von 2011 bis 2013 assoziiertes Mitglied im Frauenfeldhockey.

### Olympiateilnehmer

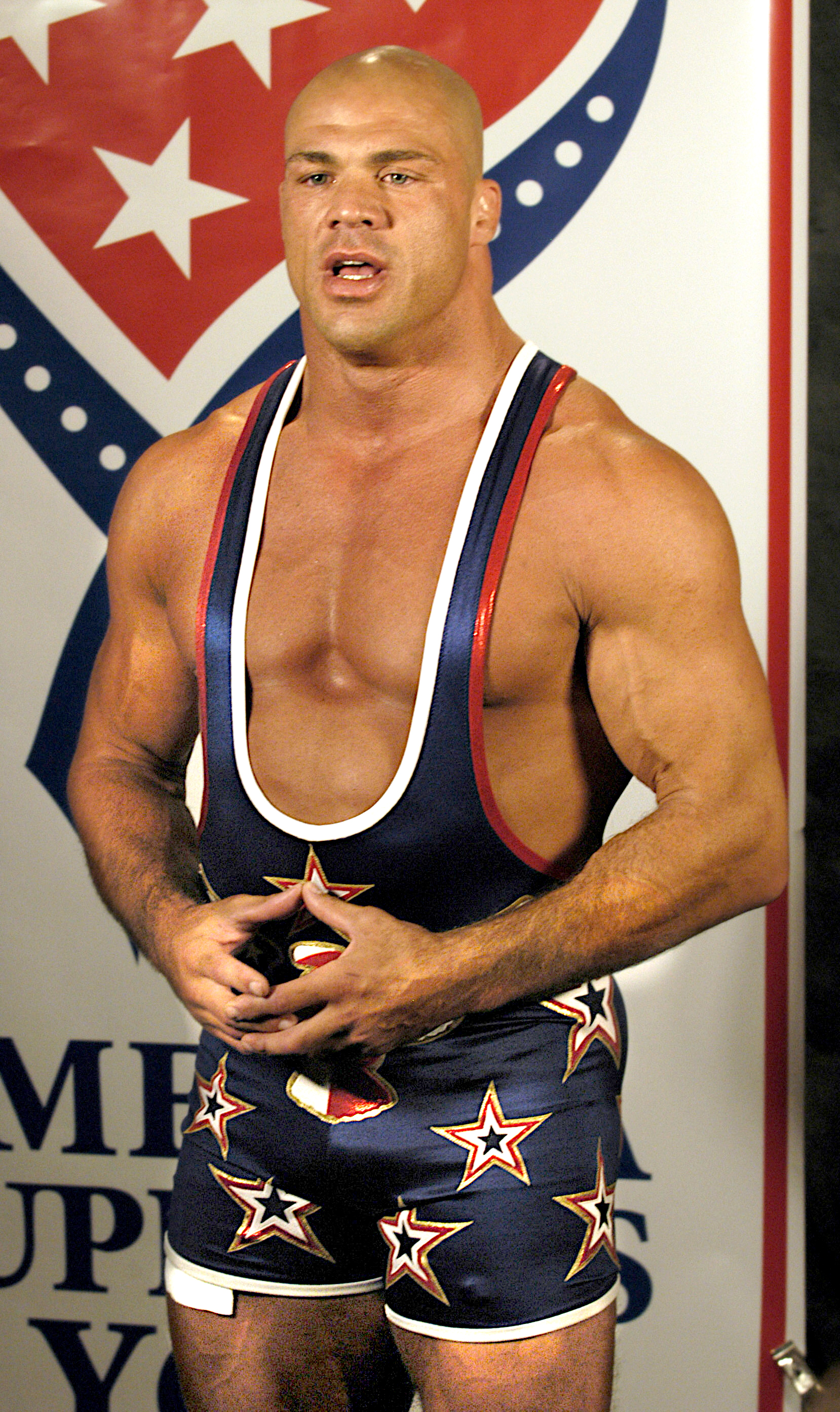
Kurt Angle 2005

- Kurt Angle, Clarion, Olympische Sommerspiele 1996, Goldmedaille im Ringen
- Steve Spence, Shippensburg, ehemaliger Langstreckenläufer der USA